# Pallipalayam
Pallipalayam é uma panchayat (vila) no distrito de Namakkal, no estado indiano de Tamil Nadu.

## Demografia
Segundo o censo de 2001,  Pallipalayam  tinha uma população de 35,214 habitantes. Os indivíduos do sexo masculino constituem 51% da população e os do sexo feminino 49%. Pallipalayam tem uma taxa de literacia de 62%, superior à média nacional de 59.5%: a literacia no sexo masculino é de 69% e no sexo feminino é de 54%. Em Pallipalayam, 10% da população está abaixo dos 6 anos de idade.